# Jerzy Brzeziński (psycholog)
Jerzy Marian Brzeziński (ur. 13 kwietnia 1947 w Pelplinie) – polski psycholog, prof. nadzw. dr hab. nauk humanistycznych specjalizujący się w metodologii psychologii, diagnostyce psychologicznej, psychologii ilościowej oraz psychometrii. Członek korespondent (od 1998), członek rzeczywisty (od 2007) Polskiej Akademii Nauk.

## Życiorys
Studiował psychologię na Uniwersytecie im. Adama Mickiewicza w Poznaniu. Pracę magisterską zatytułowaną Empiryczne kryteria kontroli emocjonalnej napisaną pod kierunkiem prof. Andrzeja Lewickiego obronił w 1972. Trzy lata później obronił rozprawę doktorską Empiryczna kontrola twierdzeń naukowych (na przykładzie psychologii) w Instytucie Filozofii UAM. W 1978 roku w Instytucie Psychologii UAM uzyskał habilitację (praca Metodologiczne i psychologiczne wyznaczniki procesu badawczego w psychologii). Od 1989 roku jest mianowanym profesorem nauk humanistycznych. W poznańskim Instytucie Psychologii od 1978 roku jest kierownikiem Zakładu Podstaw Badań Psychologicznych. Dwukrotnie pełnił funkcję Dziekana Wydziału Nauk Społecznych UAM (1981–1985 i 1990–1996). Od roku 1987 do 1990 pełnił funkcję Dyrektora Instytutu Psychologii UAM, a od 1999 ponownie pełni tę funkcję. W latach 1997–2013 był profesorem zwyczajnym na Wydziale Zamiejscowym Szkoły Wyższej Psychologii Społecznej we Wrocławiu.

## Zainteresowania naukowe
Zainteresowania i badania naukowe obejmują m.in. strukturę procesu badawczego w psychologii, adaptację do polskich potrzeb skali Wechsler Adult Inteligence Scale-Revised, teoretyczne, metodologiczne i praktyczne problemu pomiaru różnic indywidualnych oraz filozoficzne przesłanki metody idealizacji.

## Wybrane funkcje w organizacjach naukowych
Członek Polskiej Akademii Nauk (od 1998 członek korespondent, od 2007 członek rzeczywisty); przewodniczący Zespołu Nauk Humanistycznych i członek Komitetu Badań Naukowych (od 1997); członek Sekcji Nauk Humanistycznych i Społecznych Centralnej Komisji ds. Stopni i Tytułów (od 1991, od 1997 przewodniczący sekcji, członek ponownie od 2016); członek Komitetu Nauk Psychologicznych (od 1981); członek Polskiego Towarzystwa Psychologicznego (od 1972).
Wchodzi w skład zespołów redakcyjnych kilkunastu czasopism psychologicznych, m.in.
- Przegląd Psychologiczny
- Poznańskie Studia z Filozofii Nauki
- Polish Psychological Bulletin
- Czasopismo Psychologiczne
- Charaktery
- Nauka

## Wybrane publikacje
- Brzeziński, J. (1978). Elementy metodologii badań psychologicznych. Warszawa: PWN (1980, wyd. 2; 1984, wyd. 3);
- Brzeziński, J. i Stachowski, R. (1981). Zastosowanie analizy wariancji w eksperymentalnych badaniach psychologicznych. Warszawa: PWN (1984, wyd. 2);
- Brzeziński, J., Coniglione, F. i Marek, T. (red.). (1992). Science: Beetween algorithm and creativity. Series in Behavioural Sciences, t.1. Delf: Eburon.
- Brzeziński, J. (red.). (1994). Probablilty in theory-building. Experimental and nonexperimental approaches to scientific reasearch in psychology. Poznań Studies in the Philosophy of the Sciences and the Humanities, 39. Amsterdam-Atlanta, GA: Rodopi.
- Brzeziński, J. i Witkowski, L. (red). (1994). Edukacja wobec zmiany społecznej. Toruń: Edytor.
- Biela, A., Brzeziński, J. i Marek, T. (red.). (1995). Społeczne, eksperymentalne i metodologiczne konteksty procesów poznawczych człowieka. Poznań: Wyd. Fundacji Humaniora.
- Brzeziński, J., Gaul, M., Hornowska, E., Machowski, A., Zakrzewska, M. (1996). Skala Inteligencji D. Wechslera dla Dorosłych. Wersja zrewidowana. WAIS-R(PL). Podręcznik. Warszawa: Pracownia Testów Psychologicznych Polskiego Towarzystwa Psychologicznego;
- Brzeziński, J. (1996). Metodologia badań psychologicznych. Warszawa: Wydawnictwo Naukowe PWN (1997, wyd. 2; 1999, wyd. 3; 2002, dodruk);
- Brzeziński, J. i Nowak, L. (red.). (1997). The idea of the university. Poznań Studies in the Philosophy of the Sciences and the Humanities, 50. Amsterdam-Atlanta, GA: Rodopi.
- Brzeziński, J. Krause, B. i Maruszewski, T. (red.). (1997). Idealization VIII. Modelling in psychology. Poznań Studies in the Philosophy of the Sciences and the Humanities, 56. Amsterdam-Atlanta, GA: Rodopi.
- Brzeziński, J. (2000). Badania eksperymentalne w psychologii i pedagogice. Warszawa: Wydawnictwo Naukowe Scholar.
- Brzeziński, J. i Kowalik, S. (red.). (2000). O różnych sposobach uprawiania psychologii. Poznań: Wydawnictwo Zysk i S-ka;
- Brzeziński, J. (red.). (2000). Dział IV: Metodologia badań naukowych i diagnostycznych. W: J. Strelau (red.), Psychologia. Podręcznik akademicki, t. 1: Podstawy psychologii (s. 333-537). Gdańsk: Gdańskie Wydawnictwo Psychologiczne;
- Brzeziński, J. i Kwieciński, Z. (red.). (2000). Psychologiczno-edukacyjne aspekty przesilenia systemowego. Toruń: Wydawnictwo UMK;
- Brzeziński, J. i Toeplitz-Winiewska, M. (red.). (2000). Etyczne dylematy psychologii. Poznań: Wydawnictwo Fundacji Humaniora;
- Brzezińska, A., Brzeziński, J. i Eliasz, A. (red.). (2000). Standardy kształcenia psychologów. Programy kształcenia w bloku podstawowym. Poznań: Wydawnictwo Naukowe UAM;
- Brzezińska, A. i Brzeziński, J. (red.). (2000). Ewaluacja procesu kształcenia w szkole wyższej. Poznań: Wydawnictwo Fundacji Humaniora
- Brzeziński, J. i Toeplitz-Winiewska, M. (red.). (2004). Praktyka psychologiczna w świetle standardów etycznych. Warszawa: Wydawnictwo SWPS „Academica”.
- Brzeziński, J. (red.). (2004). Metodologia badań psychologicznych. Wybór tekstów. Warszawa: Wydawnictwo Naukowe PWN.
- Brzezińska, A., Brzeziński, J. i Eliasz, A. (red.). (2004). Ewaluacja a jakość kształcenia w szkole wyższej. Warszawa: Wydawnictwo SWPS „Academica”.
- Brzezińska, A., Brzeziński, J. i Eliasz, A. (red.). (2004). Ewaluacja a jakość kształcenia w szkole wyższej. Warszawa: Wydawnictwo SWPS „Academica”.

## Odznaczenia, wyróżnienia i nagrody
- Krzyż Oficerski Orderu Odrodzenia Polski (2005)[4]
- Krzyż Kawalerski Orderu Odrodzenia Polski (2005)[5]
- tytuł doktora honoris causa Uniwersytetu Gdańskiego (2010)[6]
- tytuł doktora honoris causa Uniwersytetu Kazimierza Wielkiego (2010)
- tytuł doktora honoris causa Uniwersytetu Marii Curie-Skłodowskiej (2018)[7][8]